# 2691 Sérsic
2691 Sérsic è un asteroide della fascia principale. Scoperto nel 1974, presenta un'orbita caratterizzata da un semiasse maggiore pari a 2,2443153 au e da un'eccentricità di 0,1136874, inclinata di 3,58985° rispetto all'eclittica.
L'asteroide era stato inizialmente battezzato 2691 Sersic per poi essere corretto nella denominazione attuale.
L'asteroide è dedicato all'astronomo argentino José Luis Sérsic.
Nel 2011 ne è stata ipotizzata la probabile natura binaria, senza tuttavia assegnare un nome pur provvisorio al satellite. Le due componenti del sistema, distanti tra loro 12 km, avrebbero dimensioni di circa 5 e 2,15 km. Il satellite orbiterebbe attorno al corpo principale in circa 1 giorno, 2 ore e 48 minuti.